# Cleora erebaria
Cleora erebaria là một loài bướm đêm trong họ Geometridae.